# Nepheloleuca illiturata
Nepheloleuca illiturata là một loài bướm đêm trong họ Geometridae.